# Nuh (sura)
Nuh (sura) “Noé” (do árabe: سورة نوح) é a septuagésima primeira sura do Alcorão e tem 28 ayats. Esta sura fala sobre o profeta Noé, da sua missão e de como o seu povo rejeitou todos os avisos dados por Alá atráves dele. Esta sura também é importante por atribuir a criação do Sol e da Lua à Alá, nela o sol é chamado de lámpada (sirāğ) e a lua é chamada de "luz reluzente" (nūr), o que implica dizer que o sol seria a fonte da luz e a lua apenas a refletiria.